# أندريه زامكوفوي
أندريه زامكوفوي (الروسية: Замковой, Андрей Викторович) (مواليد 4 يوليو 1987) هو ملاكم روسي، مثّل بلاده في الألعاب الأولمبية الصيفية 2012 و2016 و2020.

## روابط خارجية
أندريه زامكوفوي على موقع بوكس ريك (الإنجليزية) (registration required)
- أندريه زامكوفوي على موقع اللجنة الأولمبية الدولية (الإنجليزية)
- أندريه زامكوفوي على موقع أوليمبيديا (الإنجليزية)